# Jorge Sammir Cruz Campos
Jorge Sammir Cruz Campos (nascut el 23 d'abril de 1987), més conegut com a Sammir, és un futbolista professional croat, d'origen brasiler, que juga com a migcampista pel club xinès Jiangsu Sainty. Juga també amb la selecció de Croàcia, amb la qual va participar en el Mundial de futbol de 2014.